# Veia umbrosa
Veia umbrosa là một loài bướm đêm trong họ Erebidae.